# Notania penicillata
Notania penicillata är en nattsländeart som beskrevs av Douglas E. Kimmins 1950. Notania penicillata ingår i släktet Notania och familjen Apataniidae. Inga underarter finns listade i Catalogue of Life.